# 사이토크롬 c 산화효소
사이토크롬 c 산화효소(영어: cytochrome c oxidase) 또는 복합체 IV(영어: Complex IV) (EC 1.9.3.1)는 세균, 고세균 및 진핵생물의 미토콘드리아에서 발견되는 큰 막관통 단백질이다.
사이토크롬 c 산화효소는 막에 위치한 세포 호흡 전자전달계의 마지막 효소이다. 사이토크롬 c 산화효소는 4개의 사이토크롬 c 분자 각각으로부터 전자를 받아 산소 분자(O2)로 전자를 전달하여 산소 분자를 2개의 물(H2O) 분자로 전환시킨다. 이 과정에서 내부 수용액 상태에서 4개의 양성자(H+)와 결합하여 2개의 물 분자를 만들고 또 다른 4개의 양성자를 막을 가로질러 이동시켜 ATP 생성효소가 ATP를 합성하는 데 사용하는 양성자의 전기화학적 기울기 차이를 증가시킨다.

## 같이 보기
- 산화환원효소